# يوتاكا نايدا
يوتاكا نايدا (باليابانية: 新井田豊) مواليد 2 أكتوبر 1978 في يوكوهاما، كاناغاوا، هو ملاكم ياباني سابق. حقق بطولة رابطة الملاكمة العالمية.

## إحصائيات
خاض خلال مسيرته 28 نزالا، فاز في 23 وتعادل في 3 وخسر في 2. فاز بالضربة القاضية في 9 نزالا.

## روابط خارجية
- يوتاكا نايدا على موقع بوكس ريك (الإنجليزية) (registration required)